# Ясенок (Калужская область)

Есенковский завод на карте Жиздринского уезда 1785 года.

Ясено́к — село в Думиничском районе Калужской области. Входит в Сельское поселение «Деревня Высокое».

## История
Село основано в 1755 году, когда промышленник Никита Никитич Демидов
начал строительство железоделательного завода на реке Сенета (Есенок) в Мещовском уезде (Есенокский завод). Рядом образовался новый населённый пункт, почти половину жителей которого составляли раскольники-старообрядцы.
Завод пущен в 1757 и работал (с перерывами) до 1804 года, когда весенним паводком снесло его плотину. В 1767 на нём выплавлено чугуна 148 924 пуда, выковано полосного и связного железа 38 169 пудов.
Есенковский завод на реке Есенке (притоке Жиздры). На нём 1 доменный горн и два молотовые, в которых 6 молотов и 8 горнов. Чугуна выплавляется до 90 тыс. пудов, из коего выковывается железа до 10 тыс. пудов, а остальной чугун отвозится для перековки в железо на Брынский завод, а железо на Гжатскую пристань и в Малороссию. (Географический словарь 1788 года).
Согласно Экономическим примечаниям к атласу Калужского наместничества 1782 г. сельцо насчитывало 48 дворов, 130 душ мужского и 90 — женского пола. При сельце на речке Сенета две мельницы: одна пильная о двух рамах, другая мучная о трех поставах.
В 1783 из-за финансовых трудностей заводовладельца Алексея Никитича Демидова плавка чугуна была прекращена. Возобновлена лишь в 1791—1793, после чего вновь остановлена на несколько лет.
В 1786 году, после смерти бездетного А. Н. Демидова, завод попал под опеку из-за большого количества долгов, а в 1800 г. перешел (вместе с землей и крестьянами) а посессионное владение к калужскому купцу Илье Назаровичу Коробову (как бывшему компаньону и главному кредитору покойного Алексея Демидова). В 1818 Коробов по миролюбивой сделке уступил Есенковский и Брынский заводы гвардии прапорщику Петру Евдокимовичу Демидову, внуку Н. Н. Демидова.
С этого времени сельцо стало называться просто Ясенок (Ясенки). Последним помещиком Ясенка до отмены крепостного права был полковник кавалергардского полка Михаил Петрович Демидов (1824—1868). Он был женат на Александре Николаевне Муравьевой, дочери наместника Кавказа Муравьева-Карского. Детей у них не было, и после смерти М. П. Демидова помещичьи земли выкупили крестьяне (к 1870 г.).
Согласно составленному в 1859 г. «списку населенных мест Калужской губернии» в сельце насчитывалось 74 двора, 488 жителей.
С 1861 года Ясенок входил в состав Будской волости Жиздринского уезда. В 1878—107 дворов, 542 человека, школа. По переписи 1897 года числилось населения 303 м. п. и 411 ж. п., всего — 714, в том числе православных 542, старообрядцев 172.
В начале 20 века (в 1902?) в Ясенке открылась церковно-приходская школа.
С 1926 — в Думиничской волости. В редультате административной реформы 1929 года вошел в состав Жиздринского района.
В период коллективизации образован колхоз «Красный Пионер» (после войны назывался «Красный Боевик»). В 1940 в селе насчитывалось 122 двора.
Во время войны Ясенок был занят фашистами 6 октября 1941 года и находился в оккупации до 15 августа 1943 года (с коротким перерывом 8-17 января 1942 г.). Все его жители были угнаны фашистами в Белоруссию и Польшу.

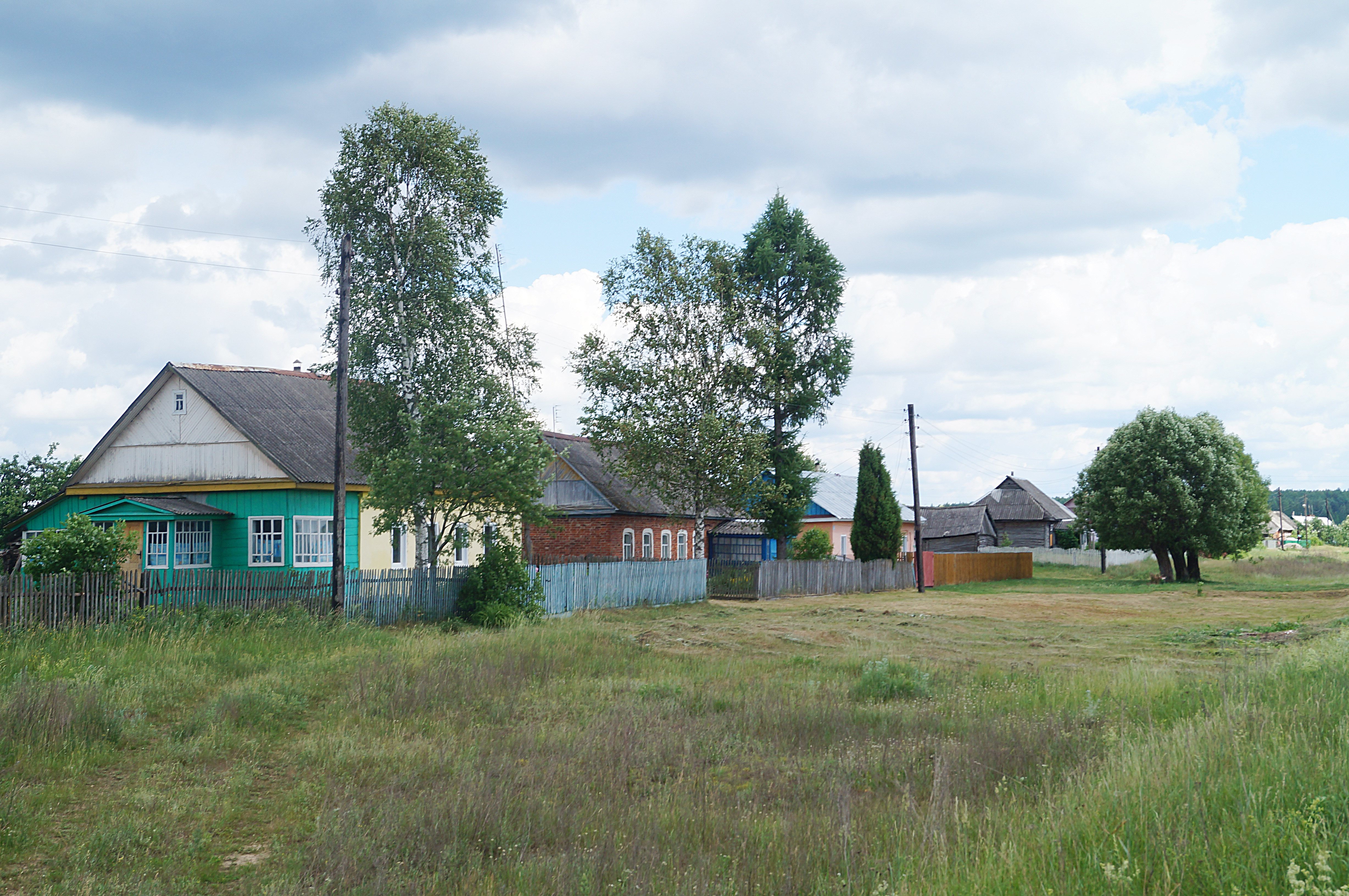

Ясенок славился своими мастерами плотницкого дела. Поэтому когда в соседнем Думиничском районе из нескольких отсталых колхозов решили создать совхоз, то обратились с ходатайством к руководству Калужской области о передаче Ясенка Думиничам. Это ходатайство было удовлетворено.

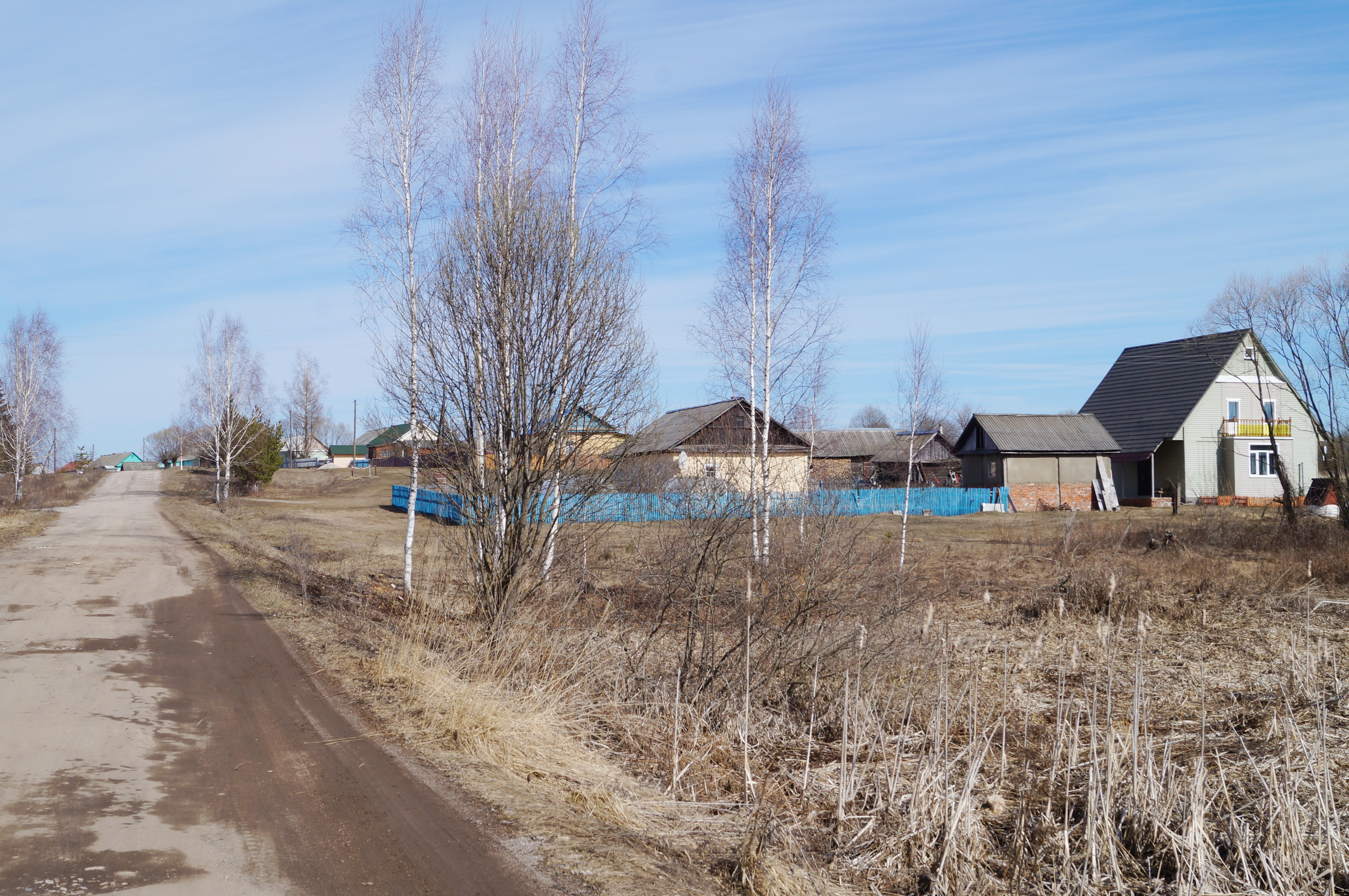

В 1954 году Ясенковский сельсовет (с. Ясенок и д. Жерёбовка) передан Думиничскому району и присоединен к Высокскому сельсовету. Колхоз «Красный Боевик» преобразован в Ясенокскую бригаду совхоза «Красный Октябрь», которая существовала до конца 1980-х гг. Из ясенокских мужчин создали бригаду плотников численностью 70 человек (всё население села составляло в то время около 500 человек). Бригада занималась строительством ферм и других производственных помещений.
В 1959 население деревни составляло ок. 500 человек.
В Ясенке была молочно-товарная ферма совхоза. Она существовала до конца 1990-х гг.
В настоящее время Ясенок — деревня с постоянным населением около 40 человек. Входит в  Сельское поселение «Деревня Высокое».
В 1901 году в Ясенке была построена церковь Рождества Христова. Кирпичная однопрестольная церковь с колокольней построена в центре села на средства крестьянина А. Петухова и прихожан. При церкви открылась приходская школа. Церковь расширена в 1915. Закрыта в 1930-е годы, использовалась под клуб. Во время фашистской оккупации здание уцелело, однако в кон. 1940-х было разобрано на стройматериал.